# Challenger de Les Franqueses del Vallès 2023
El torneo Challenger Club Els Gorchs 2023 fue un torneo de tenis perteneció al ATP Challenger Tour 2023 en la categoría Challenger 75. Se trató de la 1ª edición; el torneo tuvo lugar en la ciudad de Les Franqueses del Vallès (España), desde el 20 hasta el 26 de marzo de 2023 sobre pista dura al aire libre.

## Jugadores participantes del cuadro de individuales
| Favorito | País                       | Jugador              | Rank1 | Posición en el torneo |
| -------- | -------------------------- | -------------------- | ----- | --------------------- |
| 1        | Bandera de Australia       | Max Purcell          | 95    | Semifinales           |
| 2        | Bandera de Francia         | Hugo Grenier         | 151   | CAMPEÓN               |
| 3        | Bandera de Ucrania         | Oleksii Krutykh      | 162   | Primera ronda         |
| 4        | Bandera de República Checa | Dalibor Svrčina      | 181   | Primera ronda         |
| 5        | Bandera de Bulgaria        | Adrian Andreev       | 204   | Segunda ronda         |
| 6        | Bandera de Italia          | Lorenzo Giustino     | 220   | Segunda ronda         |
| 7        | Bandera de Argentina       | Marco Trungelliti    | 225   | Cuartos de final      |
| 8        | Bandera de Rumania         | Nicholas David Ionel | 229   | Segunda ronda         |

- 1 Se ha tomado en cuenta el ranking del 13 de marzo de 2023.

### Otros participantes
Los siguientes jugadores recibieron una invitación (wild card), por lo tanto ingresan directamente al cuadro principal (WC):
- John Echeverría
- David Jordá Sanchís
- Daniel Mérida

Los siguientes jugadores ingresan al cuadro principal tras disputar el cuadro clasificatorio (Q):
- Bogdan Bobrov
- Aleksandr Braynin
- Daniel Cox
- Karl Friberg
- Billy Harris
- Rimpei Kawakami

## Campeones

### Individual Masculino
- Hugo Grenier derrotó en la final a  Billy Harris, 3–6, 6–1, 7–6(3)

### Dobles Masculino
- Anirudh Chandrasekar /  Vijay Sundar Prashanth derrotaron en la final a  Purav Raja /  Divij Sharan, 7–5, 6–1